# Aldo Nicolini
Carlos Aldo Nicolini, conocido artísticamente como "El Nene Nicolini" (Argentina, ca. 1925 - 1985) fue un músico argentino, ejecutante de contrabajo y bajo eléctrico. 
Debuta a los 14 años de edad (de donde deviene su apodo de El Nene) acompañando a Paloma Efrom (Blackie) cuando esta se destacaba como vocalista de jazz antes de ser periodista y conductora de televisión.
En 1955 participó de la integración inicial del Octeto Buenos Aires dirigido por Astor Piazzolla pero no llegó a grabar porque lo reemplazó Juan Vasallo.
Integró las formaciones de Oscar Aleman, Rene Cóspito y el conjunto Los Cuatro Amigos, entre otros y fue seleccionado por Dámaso Pérez Prado (el Rey del Mambo) durante su visita a Buenos Aires para realizar una gira con su orquesta por Latinoamérica que culminaria en Cuba. 
En 1959 formó el trío Los Muchachos de Antes junto a Horacio Malvicino (guitarra) y Panchito Cao (clarinete). 
A su regreso de los Estados Unidos a la Argentina en 1960 Lalo Schiffrin formó una orquesta de jazz y lo convoca para desempeñarse en ella. Ingresó en la Orquesta Estable de Canal 13 dirigida por Bubby Lavecchia junto a grandes como Pichi Mazzei y Horacio Malvicino, acompañando figuras de la talla de Rolando La Serie, Olga Guillot y otros artistas que desfilaban por Casino Phillips y otros grandes programas musicales en vivo. 
En 1980 integró el trío Pansera 3, con el que grabó el álbum Pansera 3 (CBS 20.099). Por último, integró la orquesta de Mariano Mores hasta su fallecimiento en Buenos Aires en 1985.